# Mount Cook
Mount Cook (maori: Aoraki) er med sine 3.724 meter det højeste bjerg i New Zealand. Bjerget ligger i de sydlige alper, bjergkæden der løber ned langs Sydøen. Bjerget er en populær turistdestinition og er bjergbestigeres yndlingsudfordring.  Mount Cook består også af tre toppe, heraf de to lavere Low Peak og Middle Peak, der ligger syd for det højeste, High Peak. Tasman-gletsjeren og Hooker-gletsjeren ligger til hhv. øst vest for højderyggen.

## Bestigning af bjerget
Den første dokumenterede forsøg på at nå toppen af Mount Cook foretaget af europæere fandt sted 2. februar 1882, hvor ireren William Spotswood Green sammen med de to schweizere Emil Boss og Ulrich Kaufmann via Tasman- og Lindagletsjererne nåede cirka 50 m fra toppen, ifølge forfatteren Hugh Logans vurdering.
Den første kendte ekspedition, der faktisk nåede toppen, blev gennemført af newzealænderne Tom Fyfe, John Michael Clarke og George Graham 24. december 1894. De nåede frem via nordsiden og Hookerdalen. Den første kvinde, der nåede toppen, var australieren Freda Du Faur, der nåede målet 3. december 1910.
Mount Cook er et teknisk vanskeligt bjerg at bestige på grund af de mange gletsjere. Blandt udfordringerne er i øvrigt risiko for fald af is og klippestykker, laviner og pludselige vejrskifter. Siden begyndelsen af det 20. århundrede er omkring 80 bjergbestigere omkommet i forsøget på at nå toppen, Hvilket gør det til det farligste bjerg i New Zealand. Sæsonen for bestigning er traditionelt i sommerperioden fra november til februar, og der går sjældent en sæson, uden der forekommer et dødsfald i forbindelse med bestigning.